# サマラ曲り
- サマーラ曲り

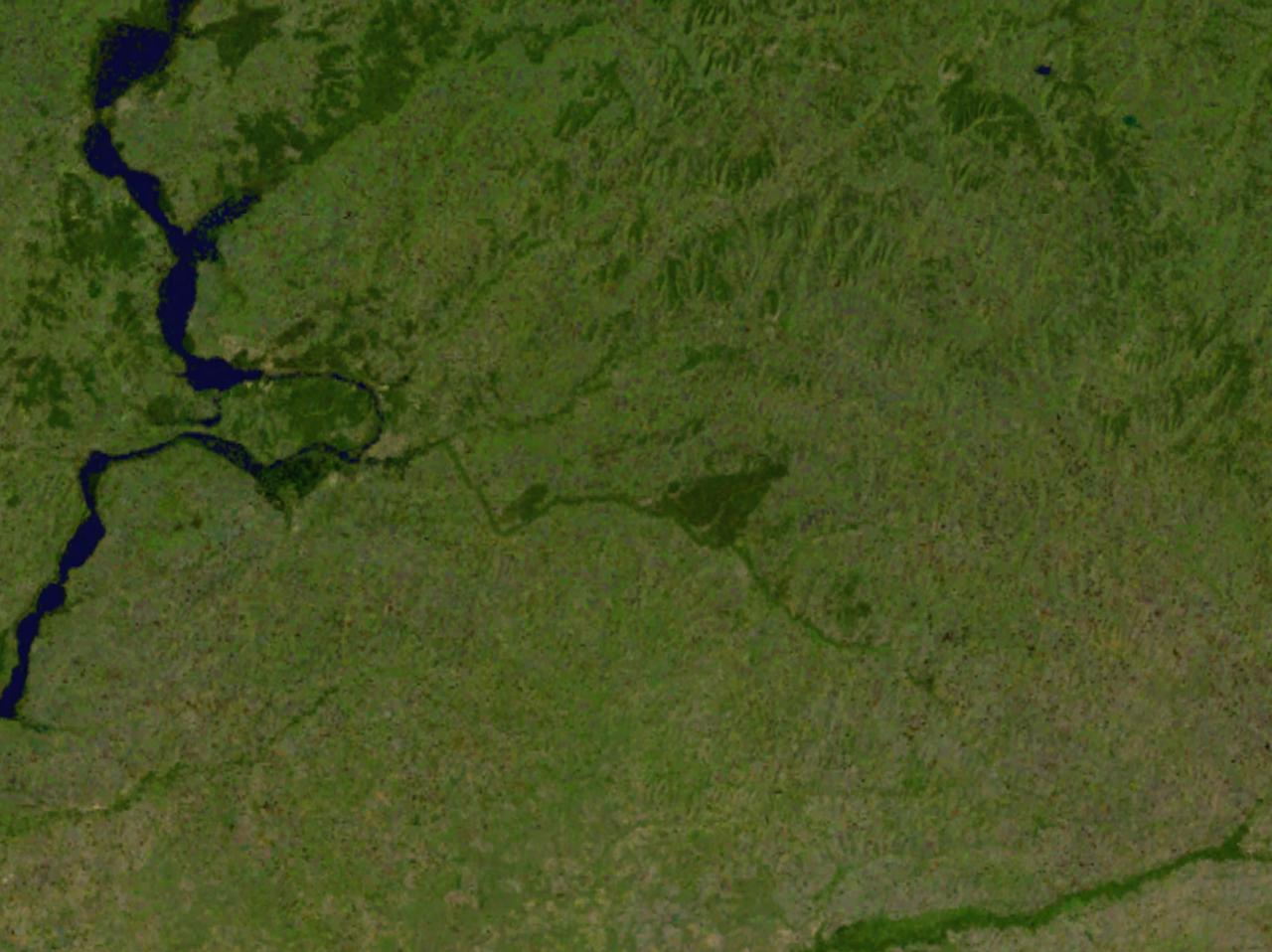
サマラ川がヴォルガ川に合流する所にサマラの町があり、その付近でヴォルガ川が大きなＵ字形に曲がっている

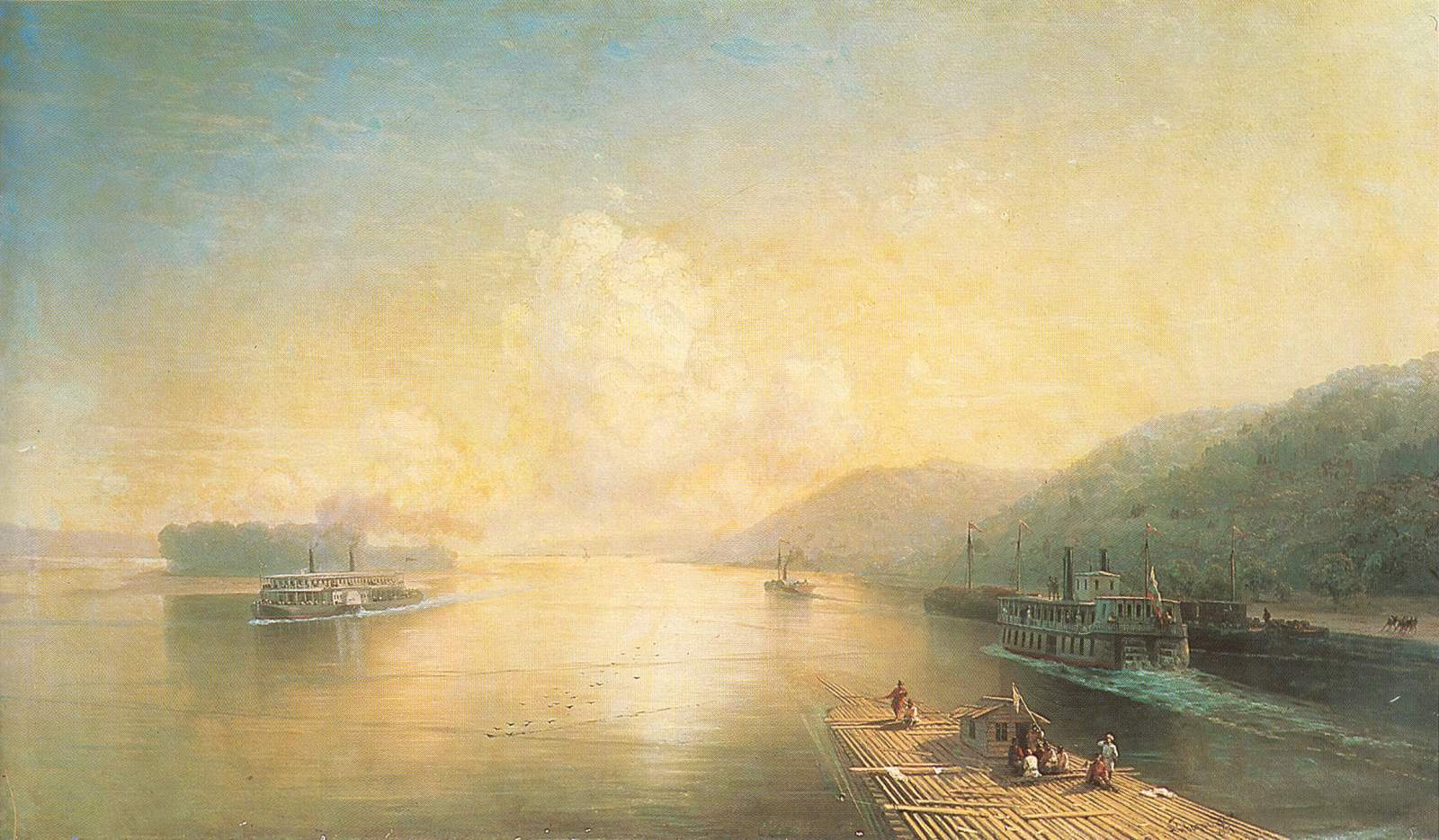
『ジグリ山塊中のヴォルガ川』（イヴァン・アイヴァゾフスキー画、1886年）

サマラ曲り（サマラまがり、ロシア語: Самарская Лука）はサマラ湾曲とも言い、ロシア・サマラ州にある地形で、北から南へ流れるヴォルガ川中流がサマラの町近くでジグリ山塊（Zhiguli Mountains）に突き当たり、大きくＵ字形に時計回りした後、再び元通り北から南へ流れ一路カスピ海へ向かう、約200キロメートルの場所をいう。
サマラ曲りでは上流から、自動車工業が盛んなトリヤッチの町（左岸）を過ぎた所で南向きから東向きに変わり、世界で最大といわれるジグリ水力発電所（旧名：クイビシェフ水力発電所）、しばらく前は石油採掘で潤ったジグリョフスク（Zhigulyovsk）の町（右岸）、ジグリ山塊とジグリ自然保護区（右岸）、ソク川の合流点（左岸）、サマラ州の州都であるサマラの町（左岸）、サマラ川の合流点（左岸）などを通過した後、西へ向きを変え、シズラニ（右岸）周辺で再度南へ向きを変える。　

## 参照項目
- ジグリ山塊  (Zhiguli Mountains)